# Tournoi de tennis d'Oeiras
Ne doit pas être confondu avec Tournoi de tennis d'Estoril.
Le tournoi de tennis de Oeiras ou Open de Oeiras est un tournoi de tennis professionnel appartenant au circuit Challenger se déroulant au Portugal.
Le tournoi de tennis d'Estoril masculin, de catégorie ATP 250, ainsi que le tournoi féminin, de catégorie International, ont été organisés à Oeiras en 2013 et 2014.
Un tournoi de catégorie Challenger, joué sur dur en intérieur, est également organisé à Oeiras en janvier depuis 2023.

## Palmarès messieurs

### Simple
| Année    | Date                | Surface      | Vainqueur           | Finaliste             | Score         |
| -------- | ------------------- | ------------ | ------------------- | --------------------- | ------------- |
| 2021 (1) | 29 mars - 3 avril   | Terre (ext.) | Zdeněk Kolář        | Gastão Elias          | 6-4, 7-5      |
| 2021 (2) | 5 avril - 11 avril  | Terre (ext.) | Pedro Cachín        | Nuno Borges           | 7-64, 7-63    |
| 2021 (3) | 17 mai - 23 mai     | Terre (ext.) | Carlos Alcaraz      | Facundo Bagnis        | 6-4, 6-4      |
| 2021 (4) | 24 mai - 30 mai     | Terre (ext.) | Gastão Elias        | Holger Rune           | 5-7, 6-4, 6-4 |
| 2022 (1) | 28 mars - 4 avril   | Terre (ext.) | Gastão Elias        | Nino Serdarušić       | 6-3, 6-4      |
| 2022 (2) | 4 avril - 10 avril  | Terre (ext.) | Gastão Elias        | Alessandro Giannessi  | 7-64, 6-1     |
| 2022 (3) | 20 juin - 26 juin   | Terre (ext.) | Kaichi Uchida       | Kimmer Coppejans      | 6-2, 6-4      |
| 2023 (1) | 17 avril - 23 avril | Terre (ext.) | Zsombor Piros       | Juan Manuel Cerúndolo | 6-3, 6-4      |
| 2023 (2) | 15 mai - 20 mai     | Terre (ext.) | Facundo Díaz Acosta | Aleksandar Vukic      | 6-4, 6-3      |
| 2024 (1) | 15 avril - 22 avril | Terre (ext.) | Francisco Comesaña  | Ugo Blanchet          | 6-4, 3-6, 7-5 |
| 2024 (2) | 13 mai - 19 mai     | Terre (ext.) |                     |                       |               |

### Double
| Année    | Date                | Surface      | Vainqueurs                       | Finalistes                            | Score             |
| -------- | ------------------- | ------------ | -------------------------------- | ------------------------------------- | ----------------- |
| 2021 (1) | 29 mars - 3 avril   | Terre (ext.) | Mats Moraing Oscar Otte          | Riccardo Bonadio Denis Yevseyev       | 6-1, 6-4          |
| 2021 (2) | 5 avril - 11 avril  | Terre (ext.) | Nuno Borges Francisco Cabral     | Pavel Kotov Tseng Chun-hsin           | 6-1, 6-2          |
| 2021 (3) | 17 mai - 23 mai     | Terre (ext.) | Hunter Reese Sem Verbeek         | Sadio Doumbia Fabien Reboul           | 4-6, 6-4, [10-7]  |
| 2021 (4) | 24 mai - 30 mai     | Terre (ext.) | Jesper de Jong Tim van Rijthoven | Julian Lenz Roberto Quiroz            | 6-1, 7-63         |
| 2022 (1) | 28 mars - 4 avril   | Terre (ext.) | Nuno Borges Francisco Cabral     | Sanjar Fayziev Markos Kalovelonis     | 6-3, 6-0          |
| 2022 (2) | 4 avril - 10 avril  | Terre (ext.) | Nuno Borges Francisco Cabral     | Zdeněk Kolář Adam Pavlásek            | 6-4, 6-0          |
| 2022 (3) | 20 juin - 26 juin   | Terre (ext.) | Sadio Doumbia Fabien Reboul      | Robert Galloway Alex Lawson           | 6-3, 3-6, [15-13] |
| 2023 (1) | 17 avril - 23 avril | Terre (ext.) | Victor Vlad Cornea Franko Škugor | Marcelo Demoliner Andrea Vavassori    | 7-62, 7-64        |
| 2023 (2) | 15 mai - 20 mai     | Terre (ext.) | Luke Johnson Sem Verbeek         | Jaime Faria Henrique Rocha            | 6-7, 7-5, [10-6]  |
| 2024 (1) | 15 avril - 22 avril | Terre (ext.) | Filip Bergevi Mick Veldheer      | Sergio Martos Gornés Pétros Tsitsipás | 6-1, 6-4          |
| 2024 (2) | 13 mai - 19 mai     | Terre (ext.) |                                  |                                       |                   |